# サシツズマブ ゴビテカン
サシツズマブ ゴビテカン（Sacituzumab govitecan）は、Trop-2を標的とする抗体とトポイソメラーゼ阻害剤の複合体で、転移性トリプルネガティブ乳癌および転移性尿路上皮癌の治療に使用される。
一般的な副作用は、吐き気、好中球減少症、下痢、疲労、貧血、嘔吐、脱毛症、便秘、食欲不振、発疹、腹痛である。重度の好中球減少と下痢のリスクについての黒枠警告がある。発育中の胎児や新生児には害を及ぼす可能性がある。女性は、最終投与から1か月経過するまで授乳すべきでない。
米国食品医薬品局（FDA）からファースト・イン・クラスの薬剤とみなされている。EUでは2021年11月に承認された。日本では承認されていない。

## 効能・効果
転移性疾患に対して少なくとも2つの先行治療を受けた転移性トリプルネガティブ乳癌（mTNBC）の成人、または、転移性疾患に対する治療1つを含む少なくとも2つの先行全身療法を受けた切除不能な局所進行性または転移性トリプルネガティブ乳癌患者に対して用いられる。白金製剤を含む化学療法およびプログラム細胞死受容体1（PD-1）阻害薬またはプログラム細胞死受容体リガンド1（PD-L1）阻害薬の投与経験がある局所進行性または転移性尿路上皮癌（mUC）患者にも使用可能である。

## 作用機序
ヒト化抗Trop-2モノクローナル抗体に、イリノテカンの活性代謝物であるSN-38（トポイソメラーゼ阻害剤）を結合させた抗体薬物複合体である。各抗体には、平均7.6分子のSN-38が結合している。SN-38は直接投与するには毒性が強すぎるが、抗体と結合させることでTrop-2を発現している細胞を特異的に攻撃できるようになる[要出典医学]。
抗体部分は癌の成長、分裂、拡散を助けるTrop-2受容体を標的とする。世界で乳癌と診断される10人に2人程度がトリプルネガティブである。トリプルネガティブ乳癌は、エストロゲン受容体、プロゲステロン受容体、ヒト上皮成長因子受容体2（HER2）タンパク質が陰性の乳癌であるため、ホルモン療法の薬やHER2を標的とする薬には反応しない。

## 承認
2013年、非小細胞肺癌、小細胞肺癌、転移性トリプルネガティブ乳癌の治療薬として、米国食品医薬品局（FDA）から迅速承認審査指定を受けた。また、小細胞肺癌および膵臓癌については、希少疾病用医薬品に指定された。2016年2月には、転移性疾患に対する少なくとも2つの他の先行治療が無効だったトリプルネガティブ乳癌患者の治療薬として、FDAの画期的治療薬指定を受けた。2020年4月に米国で転移性トリプルネガティブ乳癌に対する医療用医薬品として迅速承認され、次いで2021年4月に、切除不能な局所進行性または転移性のトリプルネガティブ乳がん（mTNBC）で、2種類以上の全身療法を受けたことがあり、そのうち少なくとも1種類は転移性疾患に対する治療を受けたことがある患者を対象に通常承認された。同じく2021年4月、局所進行性または転移性尿路上皮がん（mUC）について迅速承認された。
2021年10月、欧州医薬品委員会は切除不能な転移性トリプルネガティブ乳癌の治療薬として承認を勧告した。2021年11月に承認された。

## 臨床試験
迅速承認は、転移性トリプルネガティブ乳癌で少なくとも2回の治療歴のある108名を対象とした多施設共同単群臨床試験IMMU-132-01（NCT01631552）の結果に基づいている。108名のうち107名が女性、1名が男性であった。21日毎の第1日目と第8日目に体重1キログラムあたり10ミリグラムの用量で静脈内投与が行われ、疾患が進行するか許容できない毒性が認められるまで継続された。8週間ごとに画像診断が行われ、腫瘍が一定量縮小した被験者の割合を示す全奏功率（ORR）に基づいて有効性が評価された。結果、ORRは33.3%（95%信頼区間：24.6-43.1）で、完全奏効は2.8%だった。奏効までの期間の中央値は2.0か月（範囲：1.6-13.5）、奏効期間の中央値は7.7か月（95%信頼区間：4.9-10.8）、無増悪生存期間の中央値は5.5か月、全生存期間の中央値は13.0か月であった。また、客観的奏効が得られた被験者のうち、55.6%が6か月以上、16.7%が12か月以上奏効を維持した。
通常承認の有効性と安全性は、多施設共同、非盲検、無作為化試験（ASCENT; NCT02574455）で評価された。本試験では、少なくとも2種類の化学療法（そのうち1種類は術前術後）の後に再発した切除不能な局所進行性または転移性のトリプルネガティブ乳癌（mTNBC）の患者529名を対象とし、12か月以内に進行が見られた場合に実施された。参加者は、10mg/kgを21日サイクルの第1日目と第8日目に静脈内注射する群（n=267）と、医師が選択した単剤化学療法を受ける群（n=262）に1対1で無作為に割り付けられた。
局所進行性または転移性尿路上皮がん（mUC）については、白金製剤を含む化学療法とプログラム細胞死受容体1（PD-1）阻害薬またはプログラム細胞死受容体リガンド1（PD-L1）阻害薬による前治療を受けた局所進行性尿路上皮がん（mUC）の患者112名を対象とした多施設共同単群試験（TROPHY試験、IMMU-132-06; NCT03547973）で、有効性と安全性が評価された。

## 参考資料
1. 1 2  “Trodelvy”. Therapeutic Goods Administration (TGA) (2021年9月14日). 2021年9月17日閲覧。
2. ↑  “Trodelvy sacituzumab govitecan 180 mg powder for injection vial”. Therapeutic Goods Administration (TGA). 2021年9月17日閲覧。
3. ↑  “TGA eBS - Product and Consumer Medicine Information Licence”. 2022年3月30日閲覧。
4. ↑  http://www.ebs.tga.gov.au/servlet/xmlmillr6?dbid=ebs/PublicHTML/pdfStore.nsf&docid=A5C556D675B0BE57CA2587EA003CAE7D&agid=(PrintDetailsPublic)&actionid=1
5. 1 2 3  “Trodelvy- sacituzumab govitecan powder, for solution”. DailyMed. 2021年4月9日閲覧。
6. 1 2 3  “Trodelvy EPAR”. European Medicines Agency (2021年9月14日). 2021年11月24日閲覧。
7. 1 2 3 4 5 6 7 8 9  “FDA grants accelerated approval to sacituzumab govitecan-hziy for metastatic triple negative breast cancer”. U.S. Food and Drug Administration (FDA) (2020年4月22日). 2020年4月23日閲覧。  この記述には、アメリカ合衆国内でパブリックドメインとなっている記述を含む。
8. 1 2 3 4 5 6 7 8 9 10  “FDA Approves New Therapy for Triple Negative Breast Cancer That Has Spread, Not Responded to Other Treatments”. U.S. Food and Drug Administration (FDA) (2020年4月22日). 2020年4月22日閲覧。  この記述には、アメリカ合衆国内でパブリックドメインとなっている記述を含む。
9. 1 2 3 4 5 6  “Drug Trial Snapshot: Trodelvy”. U.S. Food and Drug Administration (FDA) (2020年4月22日). 2020年4月29日閲覧。  この記述には、アメリカ合衆国内でパブリックドメインとなっている記述を含む。
10. 1 2 3 4 5  “FDA grants regular approval to sacituzumab govitecan for TNBC”. U.S. Food and Drug Administration (FDA) (2021年4月8日). 2021年4月9日閲覧。  この記述には、アメリカ合衆国内でパブリックドメインとなっている記述を含む。
11. ↑  “New Drug Therapy Approvals 2020”. U.S. Food and Drug Administration (FDA) (2020年12月31日). 2021年1月17日閲覧。  この記述には、アメリカ合衆国内でパブリックドメインとなっている記述を含む。
12. 1 2  "First-in-class medicine to treat aggressive form of breast cancer". European Medicines Agency (Press release). 15 October 2021. 2021年10月15日閲覧。
13. 1 2 3  “FDA grants accelerated approval to sacituzumab govitecan for advanced urothelial cancer”. U.S. Food and Drug Administration (FDA) (2021年4月13日). 2021年4月13日閲覧。  この記述には、アメリカ合衆国内でパブリックドメインとなっている記述を含む。
14. ↑  Sacituzumab Govitecan (IMMU-132), an Anti-Trop-2/SN-38 Antibody-Drug Conjugate: Characterization and Efficacy in Pancreatic, Gastric, and Other Cancers. 2015
15. ↑  “Novel Agents are Targeting Drivers of TNBC”. www.medpagetoday.com (2016年6月28日). 2021年6月13日閲覧。
16. ↑  “Sacituzumab govitecan Orphan Drug Designation and Approval”. U.S. Food and Drug Administration (FDA) (1999年12月24日). 2020年4月22日閲覧。
17. ↑  “Sacituzumab govitecan Orphan Drug Designation and Approval”. U.S. Food and Drug Administration (FDA) (1999年12月24日). 2020年4月22日閲覧。
18. ↑  “New Therapy Shows Early Promise, Continues to Progress in Triple-Negative Breast Cancer”. Cure Today. 2021年6月13日閲覧。
19. ↑  "U.S. Food and Drug Administration (FDA) Grants Breakthrough Therapy Designation to Immunomedics for Sacituzumab Govitecan for the Treatment of Patients With Triple-Negative Breast Cancer" (Press release). Immunomedics. 5 February 2016. GlobeNewswireより2020年4月25日閲覧。
20. ↑  “Trodelvy: FDA-Approved Drugs”. U.S. Food and Drug Administration (FDA). 2020年4月22日閲覧。
21. ↑  “Trodelvy: Pending EC decision”. European Medicines Agency (2021年10月15日). 2021年10月15日閲覧。 Text was copied from this source which is © European Medicines Agency. Reproduction is authorized provided the source is acknowledged.
22. 1 2 3 4 5 6  “Sacituzumab Govitecan-hziy in Refractory Metastatic Triple-Negative Breast Cancer”. The New England Journal of Medicine 380 (8):  741–751. (February 2019). doi:10.1056/NEJMoa1814213. PMID 30786188.

## 関連文献
- “Sacituzumab Govitecan-hziy in Refractory Metastatic Triple-Negative Breast Cancer”. N. Engl. J. Med. 380 (8):  741–751. (February 2019). doi:10.1056/NEJMoa1814213. PMID 30786188.
- “Sacituzumab govitecan: breakthrough targeted therapy for triple-negative breast cancer”. Expert Rev Anticancer Ther 19 (8):  673–79. (August 2019). doi:10.1080/14737140.2019.1654378. PMID 31398063.